# Муса Ваге
Муса Ваге (фр. Moussa Wagué; 4. октобар 1998) сенегалски је фудбалер који игра у одбрани. Тренутно наступа за Ницу, на позајмици из Барселоне, и репрезентацију Сенегала .

## Каријера
Дебитовао је 2017. године за белгијску екипу Епен. Први меч за екипу је одиграо 21. јануара 2017. у поразу од Генка. Постигао је јадан гол у првенству.

## Репрезентација
Дана 23. марта 2017. године дебитовао је за сениорску репрезентацију Сенегала против Нигерије у пријатељском мечу.
На Светском првенству 2018. године, Муса Ваге је постигао гол у другом колу против Јапана.

### Голови за репрезентацију
Голови Ваге у дресу са државним грбом
| #  | Датум         | Место         | Противник | Гол | Резултат | Такмичење                         |
| -- | ------------- | ------------- | --------- | --- | -------- | --------------------------------- |
| 1. | 24. јун 2018. | Јекатеринбург | Јапан     | 2:1 | 2:2      | Светско првенство у фудбалу 2018. |